# Spullersee

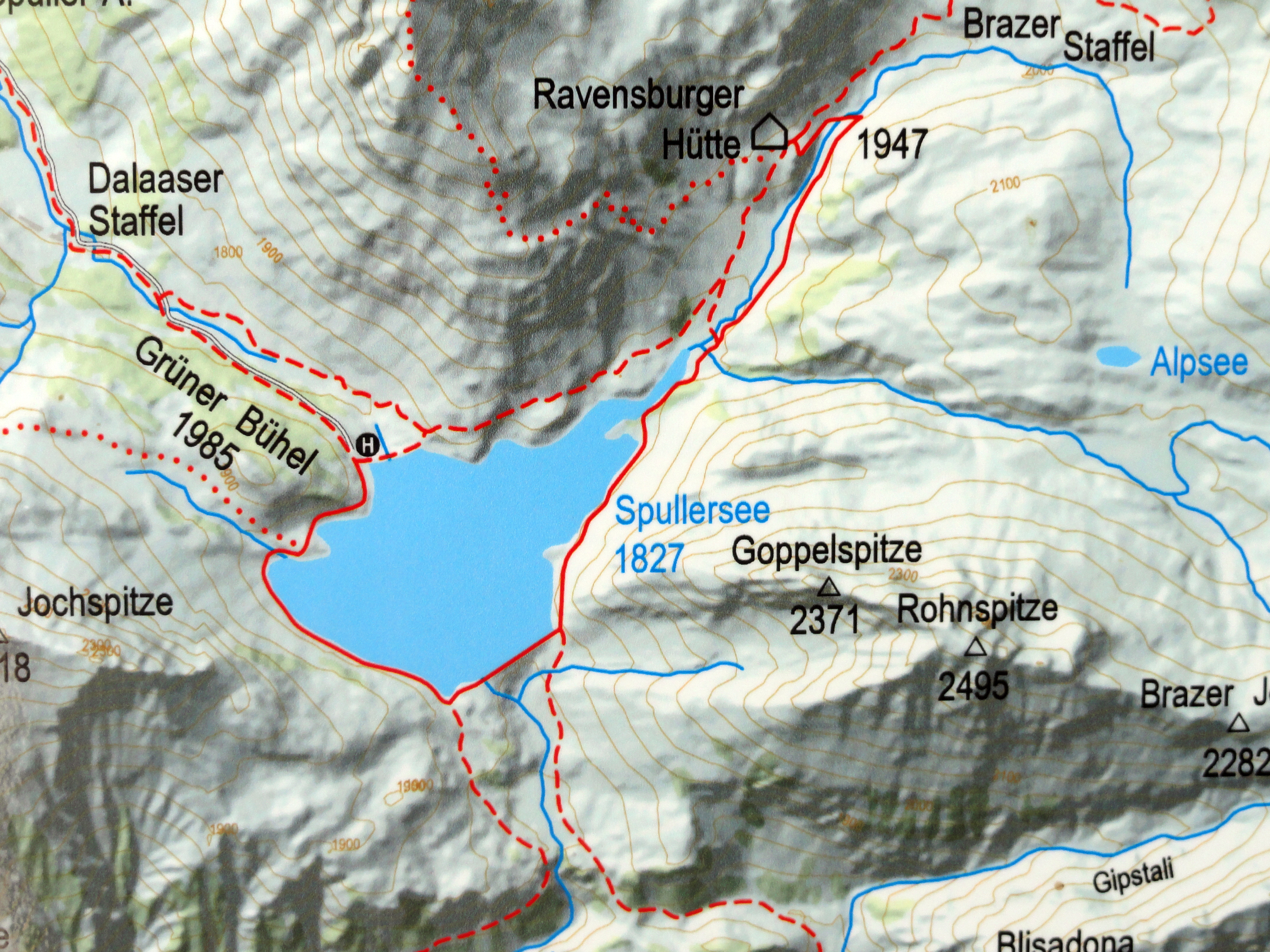
Karte des Spullersees und seiner Umgebung

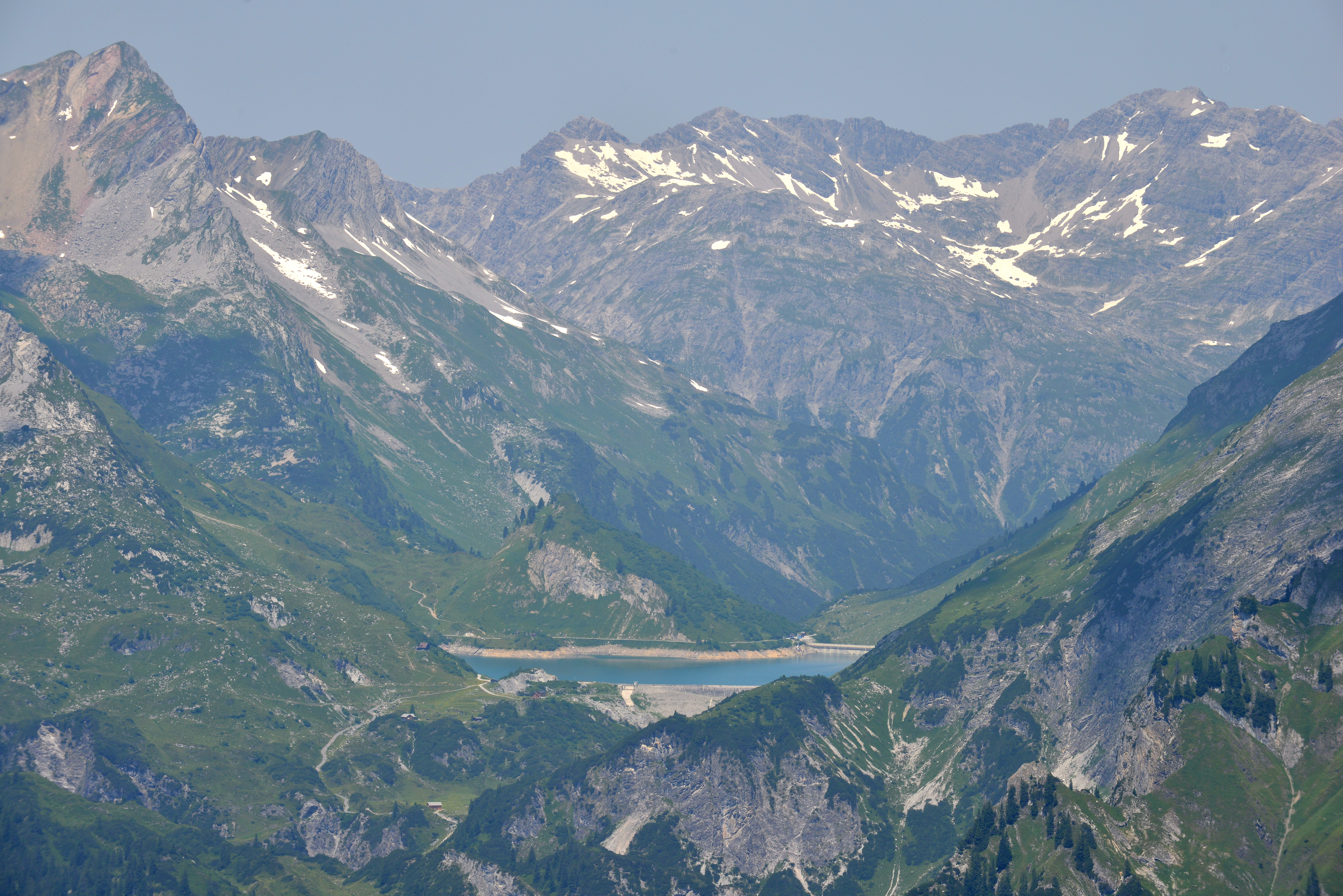
Der Spullersee gesehen vom Reutlinger Weg

Der Spullersee ist ein ursprünglich natürlicher Hochgebirgssee in Vorarlberg. Er liegt in der Ortschaft Wald am Arlberg, die zur Gemeinde Dalaas gehört und wurde 1919 bis 1925 von den Österreichischen Bundesbahnen anlässlich der Elektrifizierung der Arlbergbahn aufgestaut und wird seither zur Energieerzeugung genutzt.

## Geografie
Er ist im Lechquellengebirge (nördliche Kalkalpen) zwischen dem Klostertal und einem Ausläufer des Lechtales auf der Rhein-Donau-Wasserscheide gelegen. Der See, der früher nach Süden, in die Alfenz und somit zum Rhein hin, entwässerte, wird nunmehr gegen Süden wie gegen Norden hin durch je eine Mauer aufgestaut. Nördlich des Sees entspringt der Spullerbach, der ein Quellfluss des Lechs ist. Zur Vergrößerung des Zuflusses wurde eine Überleitung vom Zürser See zum Spullersee durch das Gebirge getrieben.
Der See ist im Sommer ein beliebter Angelsee. Bekannt ist er für seine Forellen. Zwischen Dezember und Februar ist wegen der Vereisung kein Fischen möglich.
Er liegt im Bereich der in größeren Abständen seismisch aktiven Spullerseestörung. Diese zeigte zuletzt Anfang 2018 mit insgesamt 33 registrierten Erdbeben eine deutlich erhöhte Aktivitätsphase.  Die beiden stärksten, mit einer Magnitude von jeweils 3,9 und einer EMS 98 von jeweils 5 für Vorarlberger Verhältnisse kräftigen und auch bis Innsbruck und Basel wahrgenommenen Beben ereigneten sich am 17. Jänner und 1. Februar 2018 mit Epizentren jeweils 3 km nordwestlich von Wald am Arlberg und Herdtiefen von 11 bzw. 12 km.

## Speicherkraftwerk Spullersee

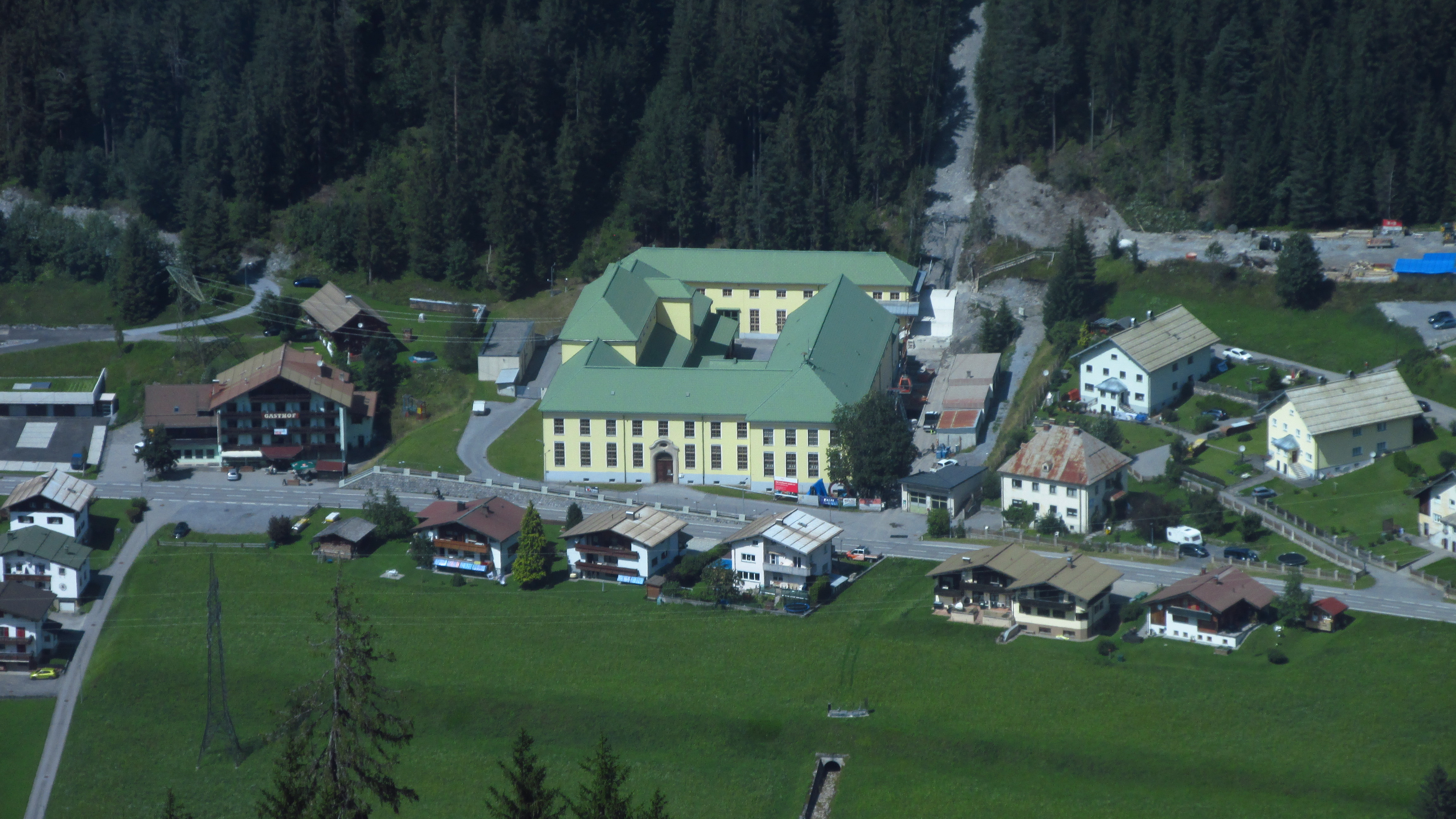
Spullerseewerk

Speicherseen dienen der Wasserrückhaltung in Höhenlagen. Dadurch können die Hochwasserspitzen gedämpft werden und Hochwasserschäden begrenzt werden. Der Spullersee dient als Stausee des gleichnamigen Wasserkraftwerkes in Wald am Arlberg, das Bahnstrom erzeugt.
Durch das Kraftwerk wurde der ursprüngliche See von 18,73 auf 50 Hektar vergrößert. Als Leitung wurde ein Druckstollen errichtet.
Das Kraftwerk Spullersee wurde unter großem Aufwand an händischer Arbeitskraft mit vielen Entbehrungen errichtet. Dies führte dazu, dass 1920, 1921, 1922 und 1923 während der Bauarbeiten für bessere Arbeitsbedingungen und höhere Löhne gestreikt wurde und es an der nahegelegenen Ravensburger Hütte häufig Probleme mit Vandalismus und Trunkenheit gab.
Am 9. Juni 1934 sprengten sabotierende Nationalsozialisten drei Löcher in die Druckrohrleitung. Der Betrieb der Arlbergbahn konnte mit Strom aus dem Ruetzwerk aufrechterhalten werden.
1996 kam es durch ein zu weites Öffnen des Grundablasses und die dadurch mitgerissenen Schlammmassen zu einem massiven Fischsterben in der Alfenz.
Über 90 Jahre lang führten drei oberirdische Druckrohrleitungen mit einem Durchmesser von 950 mm bis 650 mm, die im Bereich der Grafenspitze aus der Erde kamen, das Wasser als Kraftabstieg mit einer Länge von jeweils 1.395 Meter und einer Druckhöhe von bis zu 811 Meter dem Krafthaus Spullersee zu. Die Ausbauwassermenge beträgt 6 m³/s bei 36 MW. Das höchste Stauziel (Überlauf) liegt bei 1.829,6 m und das Krafthaus bei 1.019,0 m. In den Jahren 2002 bis 2005 wurde eine Sanierung der Talsperre durchgeführt, bei der zirka drei Viertel der Luftseiten der Beton-Gewichtsstaumauern hinter einer natürlichen Schüttung verschwanden, die dann von der alpinen Flora erobert wurde. Dies war ein wesentlicher Beitrag zum Landschaftsschutz.
Zwischen 2012 und 2014 sollte eine zusätzliche Beileitung zur Erweiterung des Einzugsgebietes und einer Steigerung der Stromerzeugung um 50 GWh/Jahr errichtet werden. Die Vorarlberger Alpgemeinschaft Pazüel-Tritt entschied am 24. März 2011 einstimmig, ihre Wasserrechte zu einem Ausbau des Kraftwerks Spullersee nicht abzutreten. Zuvor hatten sich 2008 schon Alpbesitzer aus dem Gebiet von Zürs gegen eine Umleitung des Wassers, das normalerweise in den Lech und somit in die Donau fließt, in den Spullersee ausgesprochen. Ebenso lehnte der Naturschutzbund Österreich das Vorhaben ab. Die ÖBB prüften alle Optionen und verwarfen die Pläne 2015.

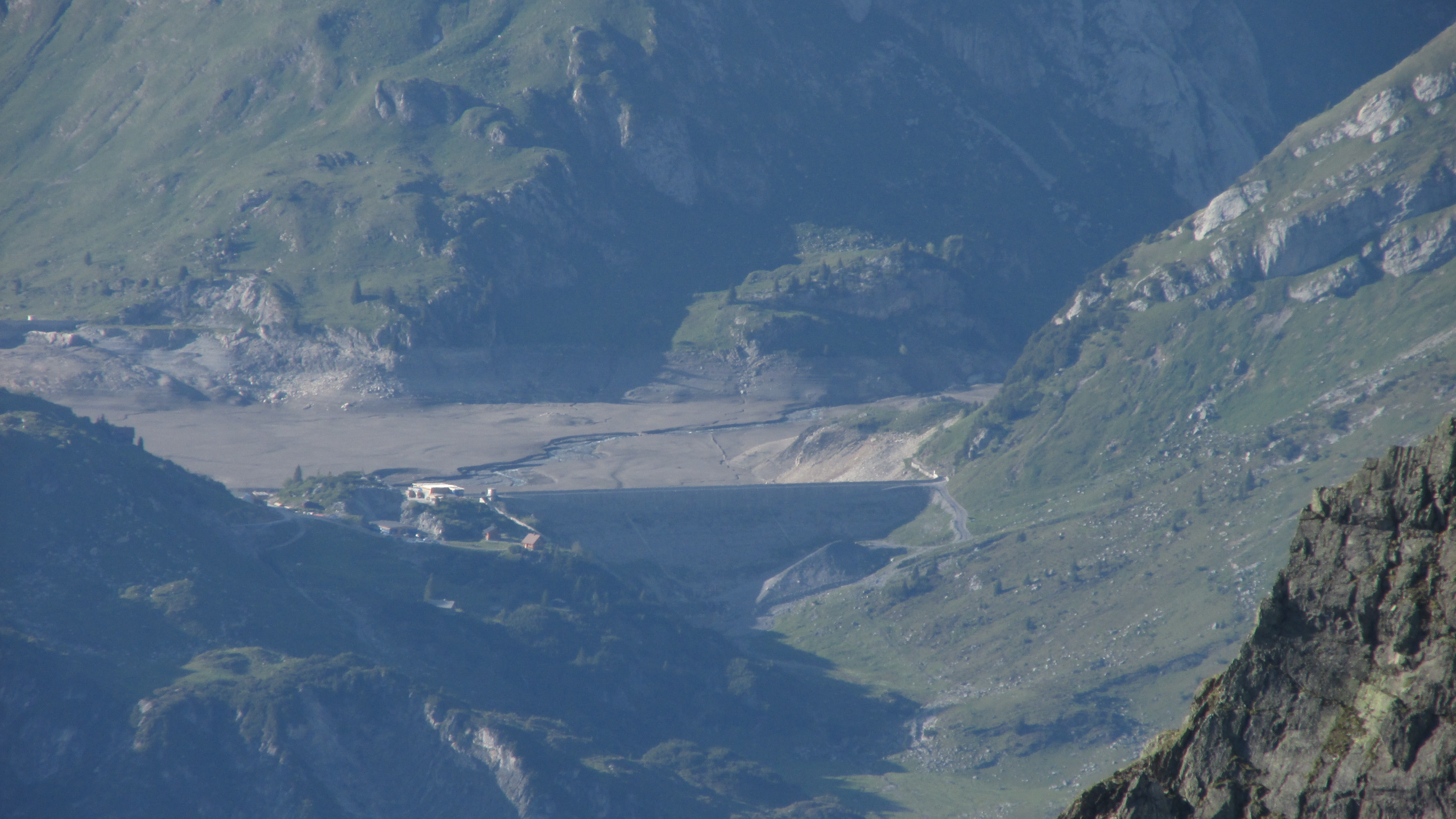
Blick im Juni 2020 auf den abgelassenen Spullersee

Bis 2021 wurden das fast 100 Jahre alte Kraftwerk und die Druckrohrleitung um 31 Millionen Euro saniert und auf den aktuellen Stand der Technik gebracht. Die oberirdischen Druckrohrleitungen wurden bis 2020 abgebaut und, vor Lawinen, Muren und Frost geschützt, durch eine unterirdische Röhre mit 1460 m Länge, 1,10 m Durchmesser und bis zu 25 mm Wandstärke ersetzt. Weiters wurden die alte Betriebsseilbahn abgebaut, die drei Hauptgeneratoren gewartet sowie die Leittechnik und die mechanischen Turbinenregler erneuert. Die Leistung bleibt die gleiche wie vor der Sanierung. Für die Arbeiten wurde der See im Jänner 2020 über den Grundablass vorübergehend entleert. Am 22. Oktober 2021 ging das Werk wieder ans Netz.

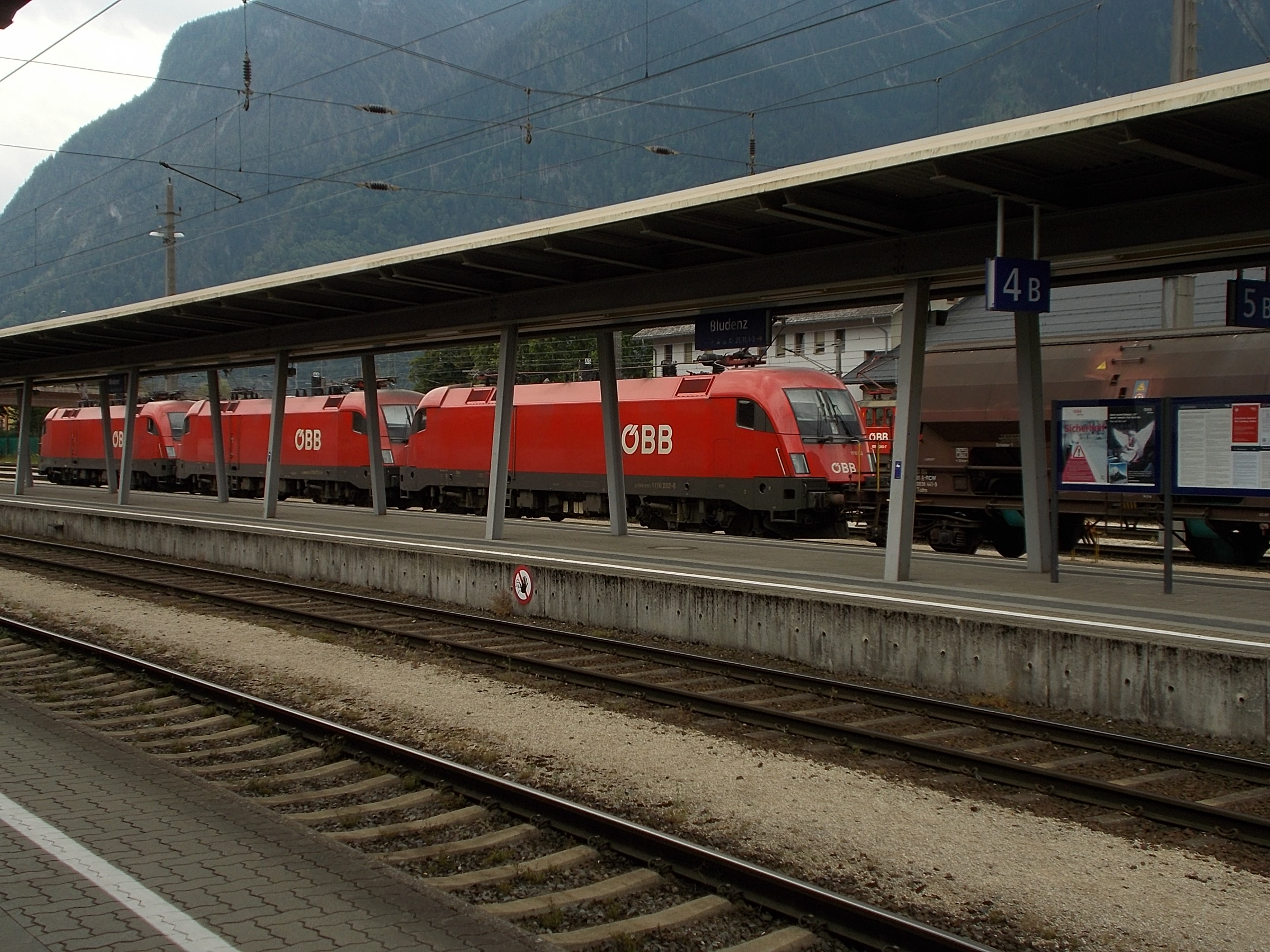
Ein mit drei Lokomotiven bespannter Zug auf der Arlbergbahn (hier im Bahnhof Bludenz) stellt hohe Anforderungen an die Bahnstromversorgung.

Das ÖBB-Kraftwerk Spullersee feiert 2025 sein 100-jähriges Bestehen mit einer Sonder-Briefmarke.
Das Kraftwerk Spullersee kann zusammen mit dem Kraftwerk Braz die Energie für das Bahnnetz in ganz Vorarlberg bereitstellen und liefert ca. 12 % des Gesamtbedarfs der ÖBB. Es ist besonders für die Ausregelung von Lastspitzen, die im Betrieb der Elektrolokomotiven z. B. beim Anfahren entstehen, geeignet. Der Gesamtverbrauch der ÖBB in Vorarlberg und Tirol liegt bei rund 275.000 MWh jährlich, von denen 220.000 MWh durch die Kraftwerke Spullersee, Braz und Fulpmes (Tirol) gedeckt werden. Die Generatoren des Kraftwerks Spullersee arbeiten mit einer Spannung von 6000 Volt bei 16 2/3 Hz. Diese Energie wird im Spullerseewerk auf 110.000 Volt (16 2/3 Hz) hochtransformiert und in das ÖBB-eigene Zweileiter-Fernleitungsnetz eingespeist, das zur Stabilisierung und zum Ausgleich mit dem Netz der Deutschen Bahn verbunden ist.
Die ÖBB betreiben am Spullersee auch eine in 1850 m Höhe gelegene, automatische Wetterstation und Schneemeßstelle.

## Siehe auch

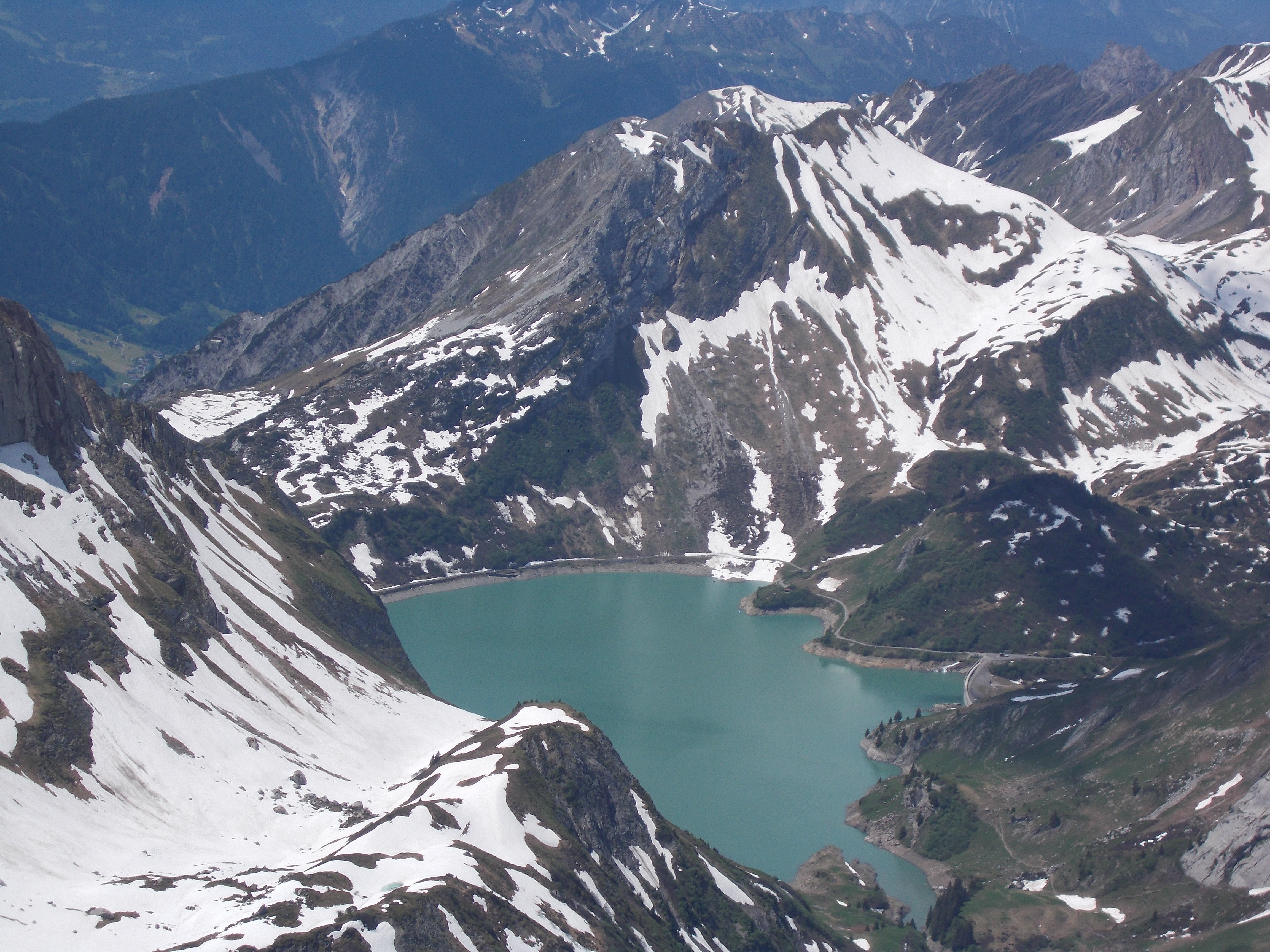
Spullersee von der Roggalspitze, rechts die Nordstaumauer.